# 吉格利氏樸麗魚
吉格利氏樸麗魚，為輻鰭魚綱鱸形目隆頭魚亞目慈鯛科的其中一種，分布於非洲坦尚尼亞Rufiji及Ruvu流域，長可達10.3公分，棲息在岩石底質水域，屬草食性，以植物為食，生活習性不明。

## 擴展閱讀
維基物種上的相關：吉格利氏樸麗魚